# Домбе, Жозеф
Жозе́ф Домбе́ (фр. Joseph Dombey; 1742—1794) — французский исследователь, естествоиспытатель и врач.

## Биография
Родился в городе Макон во Франции 22 февраля 1742 года. Учился в Университете Монпелье, посещал лекции Антуана Гуана по ботанике. В свободное время собирал гербарий, по приезде в Париж в 1772 году представил его Бернару де Жюссьё. В Париже Домбе учился у Жюссьё и Луи Гийома Лемонье.
Волей случая Домбе познакомился с Жан-Жаком Руссо, в то время интересовавшимся ботаникой, поразив его желанием постоянно беседовать о растениях, стал его близким другом, регулярно сопровождал его во время ботанических экскурсий.
В 1775 году Жюссьё рекомендовал Домбе Жаку Тюрго в качестве ботаника для сопровождения испанской ботанической экспедиции Руиса и Павона в Перу. 5 ноября 1776 года Домбе прибыл в Мадрид. 8 апреля 1778 года экспедиция достигла порта Кальяо. До 1784 года Домбе путешествовал по Перу вместе с Руисом и Павоном, 14 апреля он, собрав богатейшую коллекцию образцов и семян растений, погрузился на борт корабля, направлявшегося в Кадис. Из-за погодных условий к 4 августа Домбе добрался только до Рио-де-Жанейро. В конце ноября он покинул Южную Америку и 22 февраля 1785 года прибыл в Кадис.
Домбе, негативно относившийся к революционной обстановке во Франции, решил воспользовался возможностью покинуть страну, в 1794 году будучи направленным в Северную Америку для закупки кукурузы. 11 марта 1794 года он прибыл в Пуэнт-а-Питр, находящийся под властью революционеров. Губернатор Гваделупы вместе с другими противниками революции находился в Бас-Тере и приказал Домбе явиться к нему, однако Домбе отказался и 22 марта был схвачен и взят под стражу. Вскоре он был освобожден, после чего получил приказ покинуть Гваделупу.

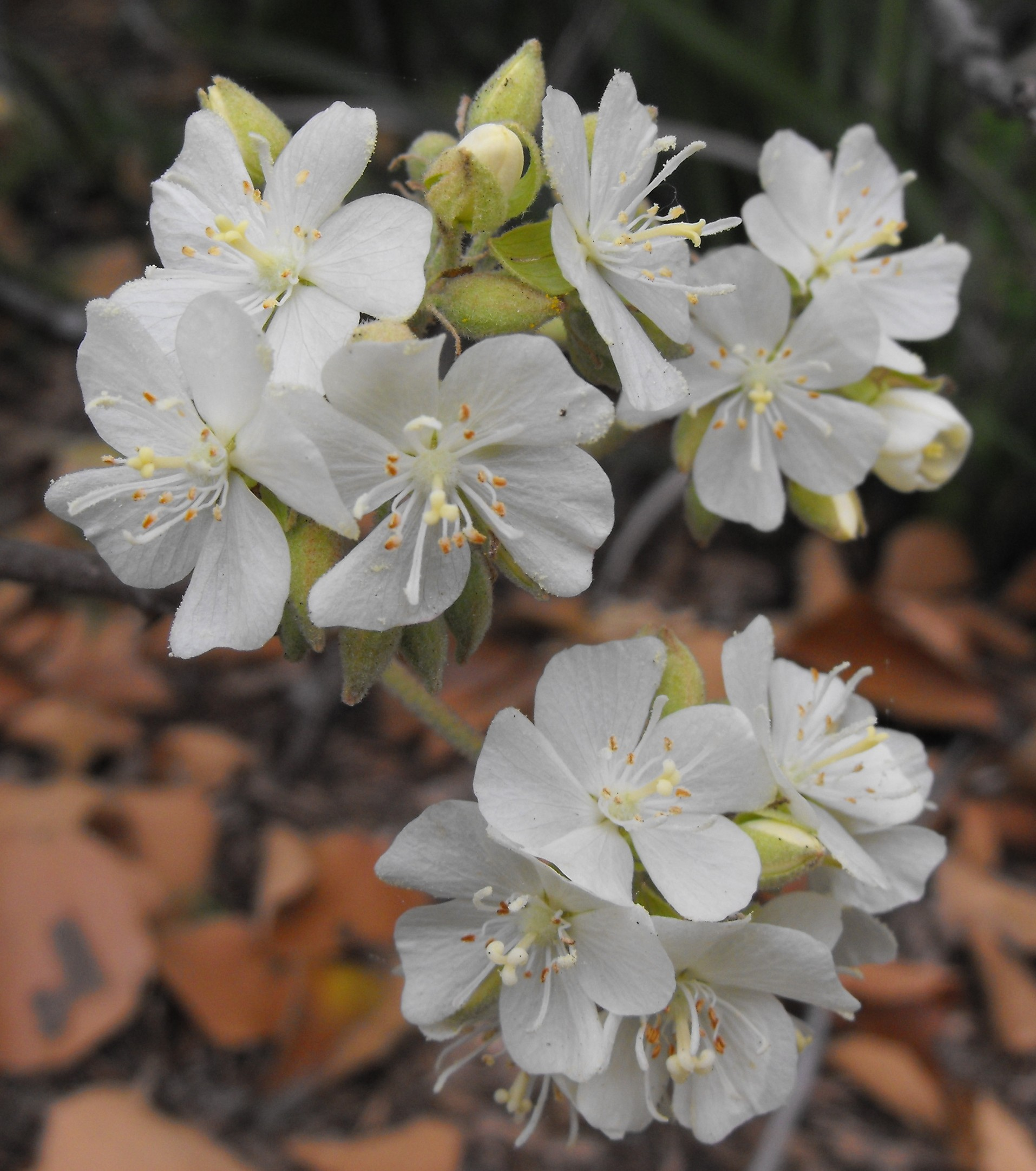
Домбейя замечательная (Dombeya spectabilis)

Отбывший из Гваделупы корабль, в котором находился Домбе, был вскоре захвачен корсарами, и Домбе, будучи одетым в форму испанского моряка, оказался в тюрьме на Монтсеррате.
О дальнейшей судьбе Домбе точно ничего не известно. Предположительно, он умер в тюрьме в 1794 году, некоторые источники приводят дату 19 февраля 1796 года.

## Роды, названные в честь Ж. Домбе
- Dombeya L'Hér., 1785, nom. rej. [≡ Tourrettia Foug., 1787, nom. cons.]
- Dombeya Cav., 1786, nom. cons. — Домбейя
- Dombeya Lam., 1786, nom. illeg. [≡ Araucaria Juss., 1789]